# Samuel Enderby & Sons
Samuel Enderby & Sons (en español, Samuel Enderby y hermanos) fue una compañía  fundada alrededor de 1775 por Samuel Enderby (1717-97), con sede en Londres, Inglaterra, que se dedicó a la caza de ballenas y a la caza de focas. La compañía alentó a sus capitanes para que combinasen la actividad comercial con la exploración, y fue patrocinadora de alguna de las primeras expediciones a las regiones subantárticas, tanto en el océano Austral como en la Antártida misma. En esos viajes, sus barcos y capitanes descubrieron muchas tierras hasta el momento desconocidas, como las islas Auckland (1806), la Tierra de Enderby (1831), las islas Biscoe (1832), la Tierra de Graham (1832) o las islas Balleny (1839). 

## Historia de la compañía: 1773-1800
En 1773 Enderby comenzó con la compañía Southern Fishery, una firma dedicada a la caza de ballenas con barcos registrados en Londres y Boston. Todos los capitanes y arponeros eran leales a los Estados Unidos. Los barcos transportaban productos terminados a los colonos americanos y traían aceite de ballena de regreso de Nueva Inglaterra a Inglaterra. Algunos de los barcos de Enderby fueron fletados para cargamentos de té, que finalmente fueron objeto de dumping en el puerto de Boston durante el incidente del Motín del té (Boston Tea Party). 
En 1775, como consecuencia de la Guerra de Independencia de los Estados Unidos, se estableció un embargo sobre las exportaciones de aceite de ballena de Nueva Inglaterra. Enderby entonces optó por dedicarse al comercio de ballenas en el Atlántico Sur. Samuel Enderby fundó la compañía Enderby Samuel & Sons al año siguiente, cuando él y sus socios de negocios, Alexander Champion y John St. Barbe reunieron una flota de doce barcos de pesca de ballenas en la península de Greenwich, en el distrito londinense de Greenwich.
En 1785, Samuel Enderby & Sons controlaba diecisiete barcos que participaban en este negocio. Todos eran comandados por leales a Estados Unidos. Ese año, las ballenas en el Atlántico Sur casi se extinguieron debido a la presión de la industria ballenera. La familia Enderby cambió su enfoque a los mares alrededor de Nueva Zelanda, con la bahía de las Islas como su principal base de operaciones. 
A principios de 1786, la familia Enderby presionó al gobierno por el derecho a entrar en el Pacífico Sur (un área en la que la East India Company había disfrutado históricamente de un monopolio). Los esfuerzos finalmente tuvieron éxito y el 1 de septiembre de 1788, el Amelia, un barco ballenero de 270 toneladas propiedad de Samuel Enderby & Sons comandado por el capitán James Shields, partió de Londres. El barco se dirigió al oeste del cabo de Hornos, en el océano Pacífico, para convertirse en el primer barco de cualquier nación que llevaba a cabo operaciones de caza de ballenas en el océano Austral. Un tripulante, Archelus Hammond de Nantucket, fue el primero que mató una ballena de esperma, frente a las costas de Chile el 3 de marzo de 1789. El Amelia volvió a Londres el 12 de marzo de 1790 con un cargamento de 139 toneladas de aceite de ballena. El viaje del Amelia marcó el comienzo de una nueva era para la empresa —una en la que se llevaron a cabo muchos grandes viajes de exploración oceanográfica y geográfica, pero que en última instancia, llegaron a ser una carga para los beneficios de la empresa. 
En 1791, la compañía tenía en propiedad o arrendados 68 barcos balleneros que operaban en las regiones subantárticas y en el océano Austral. Los barcos balleneros propiedad de Samuel Enderby & Sons formaban parte de la Tercera Flota que llevó convictos a Nueva Gales del Sur en 1791. Estos barcos incluían al Britannia, William and Ann, Mary Ann, Matilda y Active. El capitán Eber Bunker, el emprendedor capitán estadounidense de la William and Ana, no quiso regresar a Inglaterra con las bodegas vacías y se convirtió en el primer cazador de ballenas en aguas de Nueva Zelanda en diciembre de 1791. A partir de ese momento, los barcos de Enderby, Speedy, Britannia y Ocean, hicieron frecuentes viajes a la caza de ballenas desde Port Jackson. 
Durante la siguiente década la zona se hizo más atractiva cuando el monopolio de la East India Company sobre la pesca en aguas del Pacífico Sur fue levantado progresivamente, y el gobernador Phillip King, de Nueva Gales del Sur, trabajó para atraer a la industria ballenera. 
De enero de 1793 a noviembre de 1794, Enderby envió la Rattler a realizar una campaña de reconocimiento de ballenas en el Pacífico suroriental, al mando del teniente James Colnett, de la Royal Navy. Colnett reconoció las islas Galápagos en esta expedición pensando en que podrían ser utilizadas como base ballenera. 
Samuel Enderby murió en 1797, dejando la empresa a sus tres hijos, Charles, Samuel, y George.

## Período 1800-54
En 1801, el gobernador Phillip King de Nueva Gales del Sur informó de que seis barcos habían participado en la industria de la caza de ballenas en la costa noreste de Nueva Zelanda, y en 1802 declaró que la caza de ballenas estaba establecida en esa zona. 
El 18 de agosto de 1806, el capitán Abraham Bristow, comandante del Ocean, un barco ballenero propiedad de Samuel Enderby & Sons, descubrió el archipiélago de las islas Auckland, en el océano Austral, al sur de Nueva Zelanda. Al encontrarlas deshabitadas, las nombró islas de Lord Auckland, en honor de William Eden, primer Baron Auckland, amigo de su padre.
El 3 de agosto de 1819, el ballenero Syren, propiedad de Samuel Enderby & Sons, comandado por el capitán Frederick Coffin de Nantucket, visitó los cazaderos de ballena de Japón. La nave regresó a Londres el 21 de abril de 1822 con un cargamento de 346 toneladas de aceite de esperma.
En 1830, después de la muerte de su padre, Samuel Enderby Junior (1756-1829), y sus hijos Charles y George, compraron un sitio en el río Támesis, que se conoció como muelle Enderby (Enderby's Wharf). Este lugar se convirtió en la nueva sede de la compañía de los Enderby. Allí se construyó un ropewalk y una factoría, conocida como Enderby's Hemp Rope Works, para la producción de telas para las velas y ropa de trabajo de cáñamo y lino.
De 1830-33, Samuel Enderby & Sons patrocinaron la Expedición Océano Meridional como parte de un esfuerzo para encontrar nuevos cazaderos en el océano Austral. En esta expedición participaron dos barcos propiedad de la compañía: el bergantín ballenero Tula, y el cúter Lively. La expedición, encabezada por el capitán John Biscoe en el Tula, fue la tercera que logró circunnavegar el continente antártico (el capitán James Cook fue el primero, y Fabian von Bellingshausen el segundo.) La expedición descubrió y cartografió una gran masa de tierras costeras en la Antártida Oriental que Biscoe bautizó como Tierra de Enderby. Biscoe también cartografió muchos accidentes geográficos, como el cabo Ann, el monte Biscoe, la isla Adelaida, las islas Biscoe y la Tierra de Graham. A pesar de la pérdida de varios hombres por el escorbuto y el naufragio del Lively en las islas Malvinas, en julio de 1832 , la expedición regresó a Londres con éxito a principios de 1833. 
Desde 1838-1839, el capitán John Balleny dirigió una expedición al océano Austral. Scott, Comandando la Eliza Scott, otra goleta ballenera, esta expedición llevó al descubrimiento de las islas Balleny. 
En 1846, el nieto de Samuel Enderby, Charles Enderby fundó en Inglaterra la Southern Whale Fishery Company. En diciembre de 1849 estableció el asentamiento Enderby en Erebus Cove, Port Ross, en el extremo noreste de la isla Auckland, cerca de la isla Enderby. Este fue el comienzo de la comunidad llamada Hardwicke. El asentamiento Hardwicke se basaba en la agricultura, en el reabastecimiento y reparaciones menores de los barcos y en la caza de ballenas. Finalmente, sin éxito, la colonia fue abandonada en agosto de 1852.
Charles Enderby regresó a Londres en 1853. El desafortunado asentamiento Enderby finalmente llevó a la quiebra de la empresa familiar Enderby, que fue liquidada en 1854. Charles Enderby murió en la pobreza en Londres el 31 de agosto de 1876. 

## Accidentes geográficos en honor de la familia Enderby
Muchos accidentes geográficos han sido nombrados en honor de la familia Enderby, siendo los más destacados: 
- Tierra de Enderby, una gran masa de tierra costera situada en la Antártida Oriental, que se extiende desde el glaciar Shinnan hasta la bahía William Scoresby.[12]
- Isla Enderby, parte del deshabitadoarchipiélago de las islas Auckland, en Nueva Zelanda.[13]
- Meseta Enderby, una llanura submarina ubicada 60°0′S 40°0′E / -60.000, 40.000.[14]